# Bogdanki (województwo podlaskie)
Bogdanki – wieś w Polsce położona w województwie podlaskim, w powiecie białostockim, w gminie Juchnowiec Kościelny.

## Historia
Wieś królewska w starostwie suraskim w ziemi bielskiej województwa podlaskiego w 1795 roku. 
Według Pierwszego Powszechnego Spisu Ludności z 1921 roku, wieś Bogdanki liczyła 32 domostwa i zamieszkiwało ją 190 osób. 152 mieszkańców zadeklarowało wyznanie rzymskokatolickie, 34 wyznanie prawosławne, a pozostałych 4 wyznanie mojżeszowe. Jednocześnie polską przynależność narodową zgłosiło 161 mieszkańców, a białoruską 29.
W latach 1954–1959 wieś należała do gromady Dorożki, po jej zniesieniu należała i była siedzibą władz gromady Bogdanki. W latach 1975–1998 miejscowość administracyjnie należała do województwa białostockiego.

## Zabytki
- wiatrak koźlak, 1922, nr rej.:434 z 20.03.1979[9].

## Inne
W Bogdankach występuje zanikająca gwara języka białoruskiego bardzo zbliżona do jego odmiany literackiej. Współcześnie jednak gwarze tej grozi całkowite wyginięcie i jeśli jest jeszcze ona używana to przez najstarsze pokolenie mieszkańców wsi.
Rzymskokatoliccy mieszkańcy wsi należą do parafii Niepokalanego Poczęcia NMP w Tryczówce, zaś prawosławni do parafii Podwyższenia Krzyża Pańskiego w Kożanach.